# Grammy Award for Best Soul Gospel Performance, Male or Female
Der Grammy Award for Best Soul Gospel Performance, Male or Female, auf Deutsch „Grammy-Auszeichnung für die beste männliche oder weibliche Soul-Gospel-Darbietung“, ist ein Musikpreis, der 1990 von der amerikanischen Recording Academy im Bereich der Gospelmusik verliehen wurde.

## Geschichte und Hintergrund
Die seit 1959 verliehenen Grammy Awards werden jährlich in zahlreichen Kategorien von der Recording Academy in den Vereinigten Staaten vergeben, um künstlerische Leistung, technische Kompetenz und hervorragende Gesamtleistung ohne Rücksicht auf die Album-Verkäufe oder Chart-Position zu würdigen.
Eine dieser Kategorien war der Grammy Award for Best Soul Gospel Performance, Male or Female. Der Preis wurde nur im Jahr 1990 bei der 32. Grammy Awards Verleihung vergeben und ging an Al Green für sein Lied As Long as We’re Together. In den Vorjahren gab es ab 1984 zwei Grammy-Kategorien, den Grammy Award for Best Soul Gospel Performance, Female und den Grammy Award for Best Soul Gospel Performance, Male. Bereits 1991 erfolgte eine weitere Umstrukturierung im Bereich der Gospelmusik. Ab dann wurden bis 2011 die Kategorien Grammy Award for Best Pop/Contemporary Gospel Album und Grammy Award for Best Traditional Gospel Album verliehen.

## Gewinner und Nominierte
| Jahr | Gewinner | Nationalität       | Werk                      | Nominierte | Bild des/der Gewinner(s)                                                                 |
| ---- | -------- | ------------------ | ------------------------- | --- | ---------------------------------------------------------------------------------------- |
| 1990 | Al Green | Vereinigte Staaten | As Long as We’re Together | - Albertina Walker – My Time Is Not Over - Beau Williams – Wonderful - Daniel Winans – You Got a Choice to Make - Vickie Winans – Total Victory | A man standing behind a microphone stand on a stage, wearing a suit, bow-tie and glasses |